# Aire urbaine de Senlis
L'aire urbaine de Senlis est une aire urbaine française centrée sur la ville de Senlis.

## Caractéristiques
D'après la définition qu'en donne l'INSEE, l'aire urbaine de Senlis est composée de 2 communes, situées dans l'Oise. Ses 17 235 habitants font d'elle la 285e aire urbaine de France.
2 communes de l'aire urbaine sont des pôles urbains.
Le tableau suivant détaille la répartition de l'aire urbaine sur le département (les pourcentages s'entendent en proportion du département) :
| Département | Communes | Communes (%) | Superficie (km²) | Superficie (%) | Population (1999) | Population (%) |
| ----------- | -------- | ------------ | ---------------- | -------------- | ----------------- | -------------- |
| Oise        | 2        | 0,3          | 36,05            | 0,6            | 17 235            | 2,3            |

## Communes
Voici la liste des communes françaises de l'aire urbaine de Senlis.
| Code INSEE | Commune | Type        | Département | Superficie (km²) | Population (1999) | Densité (hab./km²) | Population (2013) | Densité (hab./km²) |
| ---------- | ------- | ----------- | ----------- | ---------------- | ----------------- | ------------------ | ----------------- | ------------------ |
| 60138      | Chamant | Pôle urbain | Oise        | +0012,           | +00 000925,       | +00077,            | +00 000912,       | +00076,            |
| 60612      | Senlis  | Pôle urbain | Oise        | +0024,05         | +00016 310,       | +00678,            | +00015 583,       | +00648,            |
|            | Total   |             |             | +0036,05         | +00017 235,       | +00478,            | +00016 495,       |                    |